# Plecia forficula
Plecia forficula är en tvåvingeart som beskrevs av Edwards 1928. Plecia forficula ingår i släktet Plecia och familjen hårmyggor. Inga underarter finns listade i Catalogue of Life.